# Agrostis cornucopiae
Agrostis cornucopiae é uma espécie de gramínea do gênero Agrostis, pertencente à família Poaceae.